# 熊本市総合保健福祉センター
熊本市総合保健福祉センター（くまもとしそうごうほけんふくしセンター）は、熊本県熊本市にある熊本市の公共施設。2008年4月1日開館。

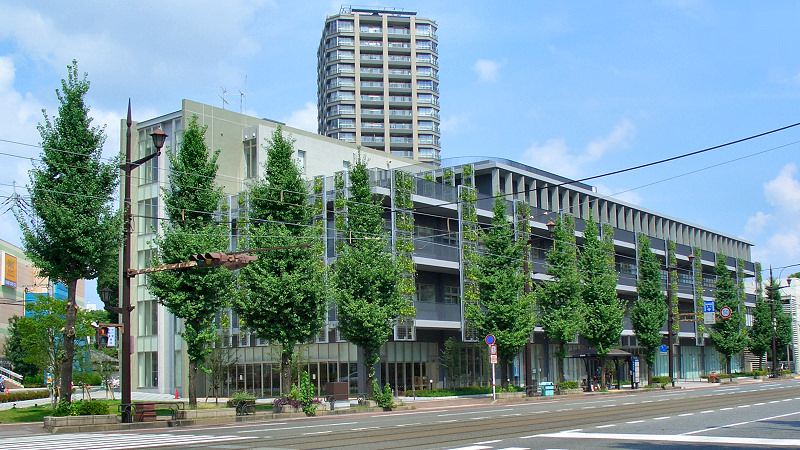
外観

## 概要
熊本市の公共施設では初めてとなるPFI方式での建設・運用が行われている。
この施設が建設された大きな理由は、当時熊本市九品寺（跡地には熊本市立城東保育園が新築移転している）にあった熊本市保健所の老朽化および中央保健福祉センターが仮庁舎（プレハブ）となっていたことにある。特に、熊本市保健所については、健康危機管理体制において拠点となるべき施設と考えられているものの、大災害時に十分な機能が発揮できないことも理由にあげられる。
愛称は「ウェルパルくまもと」。Welfare（福祉）の「ウェル」とPal（仲間・友達）の「パル」を合わせた語。熊本市が一般公募して決定された。
現敷地には、長年に亘って熊本市交通局の本庁舎および電車事業部の車両基地、変電設備等が置かれていたが、2002年に車両基地の大部分が上熊本駅そばへ移転、交通局本庁舎も2008年に敷地南東部へ移転し、空いた敷地に建てられた。
2012年4月1日には、本施設と隣接する形で児童相談所などが入居する「熊本市こどもセンター（愛称：あいぱるくまもと）」が開館した。また、同日からの政令指定都市移行に伴い、3階の中央保健福祉センターが中央区役所に再編されるなど一部入居している部署の移動も行われた。

## 施設概要
- 住所：熊本市中央区大江五丁目1番1号
- 敷地面積：5,279m2
- 延床面積：7,999m2
- 建築面積：2,217m2
- 構造規模：鉄骨・鉄筋コンクリート造 5階建て
- 駐車台数：63台（身障者用4台を含む）※隣接する「熊本市子どもセンター」と共用。
- 駐輪台数：100台

## 施設構成
- 1F - ウェルパル広場（市民協働の広場）、市民活動支援センター・あいぽーと、会議室
- 2F - 子ども・若者総合相談センター、子ども発達支援センター、発達障がい者支援センター
- 3F - こころの健康センター、健康センター大江分室、健康づくり推進課、精神保健福祉室
- 4F - 熊本市保健所
- 5F - 屋上広場、職員休憩所、機械室など

## 沿革
- 2007年2月 - 建物着工。
- 2008年3月1日 - 建物完成。
- 2008年3月31日 - 「熊本市保健所」、「中央保健福祉センター」業務開始。
- 2008年4月1日 - 「子ども総合相談室」、「子ども発達支援センター」業務開始。「ウェルパル広場」利用開始。
- 2008年4月5日 - 竣工式・完成記念式典実施。
- 2009年3月30日 - 熊本市産業文化会館の閉鎖により、同施設に入居していた「熊本市市民活動支援センター・あいぽーと」が1階ウェルパル広場内に移転。
- 2012年4月1日 - 政令市移行に伴う部署移動を実施。「こころの健康センター」を3階に、「発達障がい者支援センター」を2階にそれぞれ新設。また、熊本市役所本庁舎より、市民生活局市民協働課が3階に分離移転。
- 2014年4月1日 - 2階の「子ども総合相談室」が「子ども・若者総合相談センター」に改称。
- 2016年4月1日 - 組織改編に伴う部署移動を実施。熊本市役所本庁舎より、健康福祉局保健衛生部健康づくり推進課、健康福祉局障がい者支援部障がい保健福祉課精神保健福祉室が3階に移転。なお、3階の市民局市民協働課（市民活動推進班）は熊本市役所本庁舎12階へ移転。

## 交通アクセス
- 路面電車
  - 交通局前電停 徒歩1分
- 路線バス
  - 交通局前 徒歩1分 - 九州産交バス、熊本バス、熊本電鉄バス、熊本都市バス
  - 森都病院前 徒歩5分 - 九州産交バス、熊本都市バス

## 周辺施設
- イオン熊本中央店（旧ダイエー熊本店）・グランパレッタ熊本
- ゆめタウン大江
- 熊本市交通局
- くまもと森都総合病院
- 九州学院中学校・高等学校
- 真和中学校・高等学校
- 慶誠高等学校
- 熊本中央信用金庫本店